# Inibitore volatile di corrosione
Un materiale inibitore volatile di corrosione (o VCI, dall'inglese Volatile Corrosion Inhibitor) è un materiale che riduce la velocità di corrosione di un oggetto metallico quando questo è racchiuso in spazi ristretti (ovvero in imballaggi).

## Meccanismo di protezione dalla corrosione
Il composto VCI che costituisce l'imballaggio evapora, raggiungendo la superficie del metallo, dove condensa sotto forma di cristalli microscopici, che fanno in modo che il metallo sia protetto dall'umidità, ed in questo modo scoraggiano i fenomeni di corrosione della superficie metallica.

## Forme dei materiali VCI
I composti inibitori volatili di corrosione possono essere aggiunti in diverse forme di imballaggi, tra cui:
- film polimerici (ad esempio polietilene a bassa densità, anche chiamato LDPE)
- carta
- schiume
- polveri
- oli

Il film VCI è un film anticorrosione a base di polietilene, con principi attivi integrati nella matrice polimerica, efficace unilateralmente o su entrambi i lati. Vengono utilizzati come materiale da imballaggio come buste, sacchi, film monopiega, film piano, estensibile, film a bolle d'aria e termoretraibili.

## Composti VCI
I seguenti composti possono essere utilizzati come inibitori volatili di corrosione:
- Cicloexilammina
- Dicloexilammina
- Guanidina
- Amminoalcoli
- Nitriti